# Gerocyptera fenestrata
Gerocyptera fenestrata är en tvåvingeart som först beskrevs av Paramonov 1956.  Gerocyptera fenestrata ingår i släktet Gerocyptera och familjen parasitflugor. Inga underarter finns listade i Catalogue of Life.